# Blain
Blain là một xã trong vùng hành chính Pays de la Loire, thuộc tỉnh Loire-Atlantique, quận Châteaubriant, tổng Blain. Tọa độ địa lý của xã là 47° 28' vĩ độ bắc, 01° 45' kinh độ đông. Blain nằm trên độ cao trung bình là 23 mét trên mực nước biển, có điểm thấp nhất là 7 mét và điểm cao nhất là 44 mét. Xã có diện tích 101,72 km², dân số vào thời điểm 1999 là 7733 người; mật độ dân số là 76 người/km².

## Thông tin nhân khẩu
| 1962  | 1968  | 1975  | 1982  | 1990  | 1999  |
| ----- | ----- | ----- | ----- | ----- | ----- |
| 6.531 | 7.052 | 7.153 | 7.366 | 7.434 | 7.733 |

## Các thành phố kết nghĩa
- Rebrişoara, România
- Wootton-Bassett, Vương quốc Anh
- Alcoutim, Bồ Đào Nha

## Địa điểm tham quan
- Cảng Blain cạnh Canal de Nantes à Brest
- Lâu đài Groulais
- Nhà thờ Saint-Roch (thế kỉ 15)